# Abetone
Abetone ist eine Fraktion der italienischen Gemeinde Abetone Cutigliano in der Provinz Pistoia. Der Ort war bis 2016 eine eigenständige Gemeinde.

## Geografie

Das ehemalige Gemeindewappen

Im südlichen Ortsgebiet entspringt der Fluss Lima. Der Ort liegt auf einer Höhe von 1388 m s.l.m.
Die Gemeinden Abetone und Cutigliano wurden am 1. Januar 2017 zur neuen Gemeinde Abetone Cutigliano zusammengeschlossen. Die Gemeinde Abetone bestand aus den Fraktionen Cecchetto, Fontana Vaccaia, Le Regine, Faidello und Val di Luce. Die Gemeinde hatte 629 Einwohner (Stand 31. Dezember 2016) auf einer Fläche von 31 km². Nachbargemeinden waren Bagni di Lucca, Coreglia Antelminelli (Provinz Lucca), Cutigliano und Fiumalbo (Provinz Modena).

## Sehenswürdigkeiten
Chiesa di San Leopoldo, Kirche, 1784 entstanden.

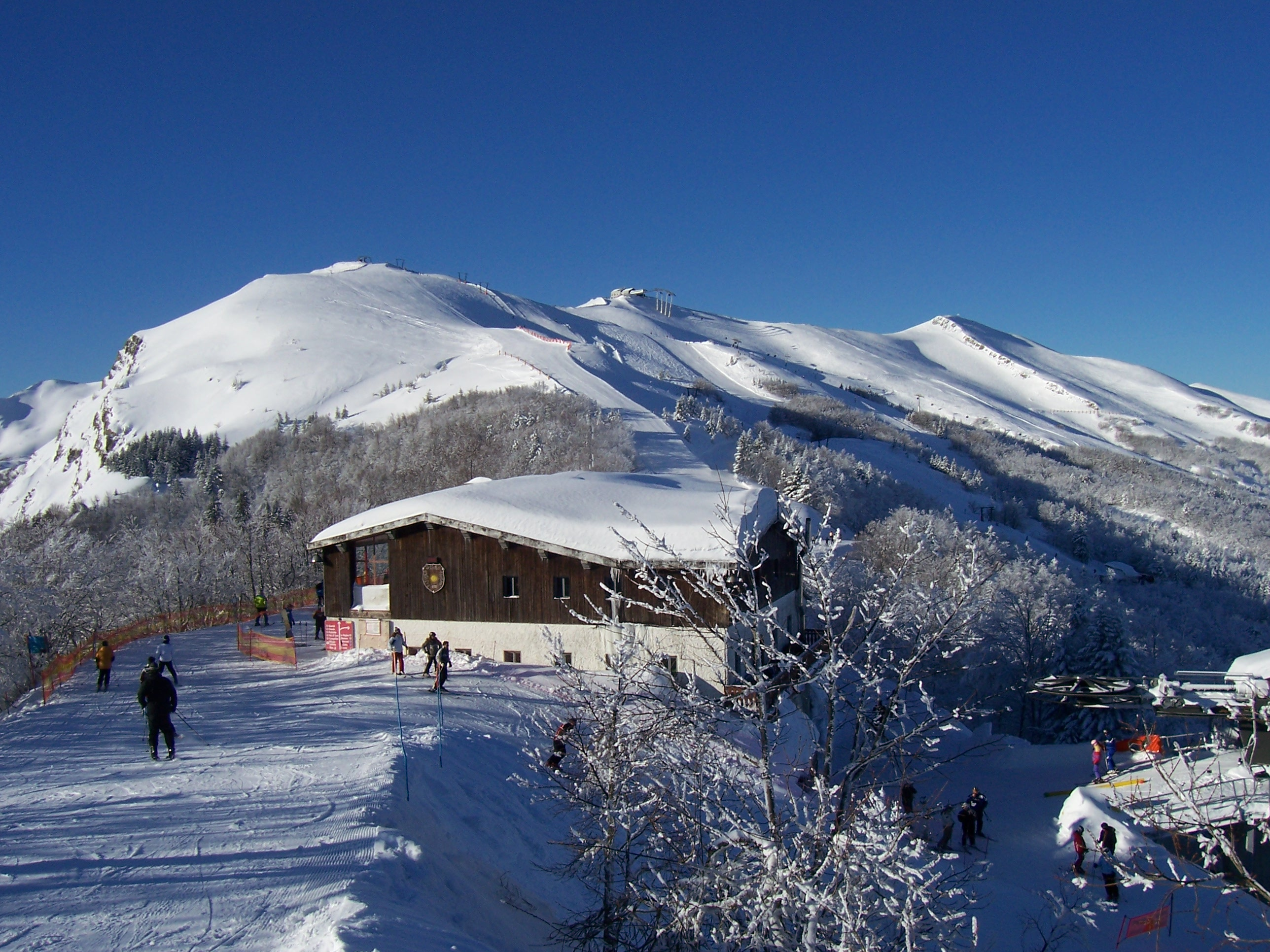
Selletta am Monte Gomito

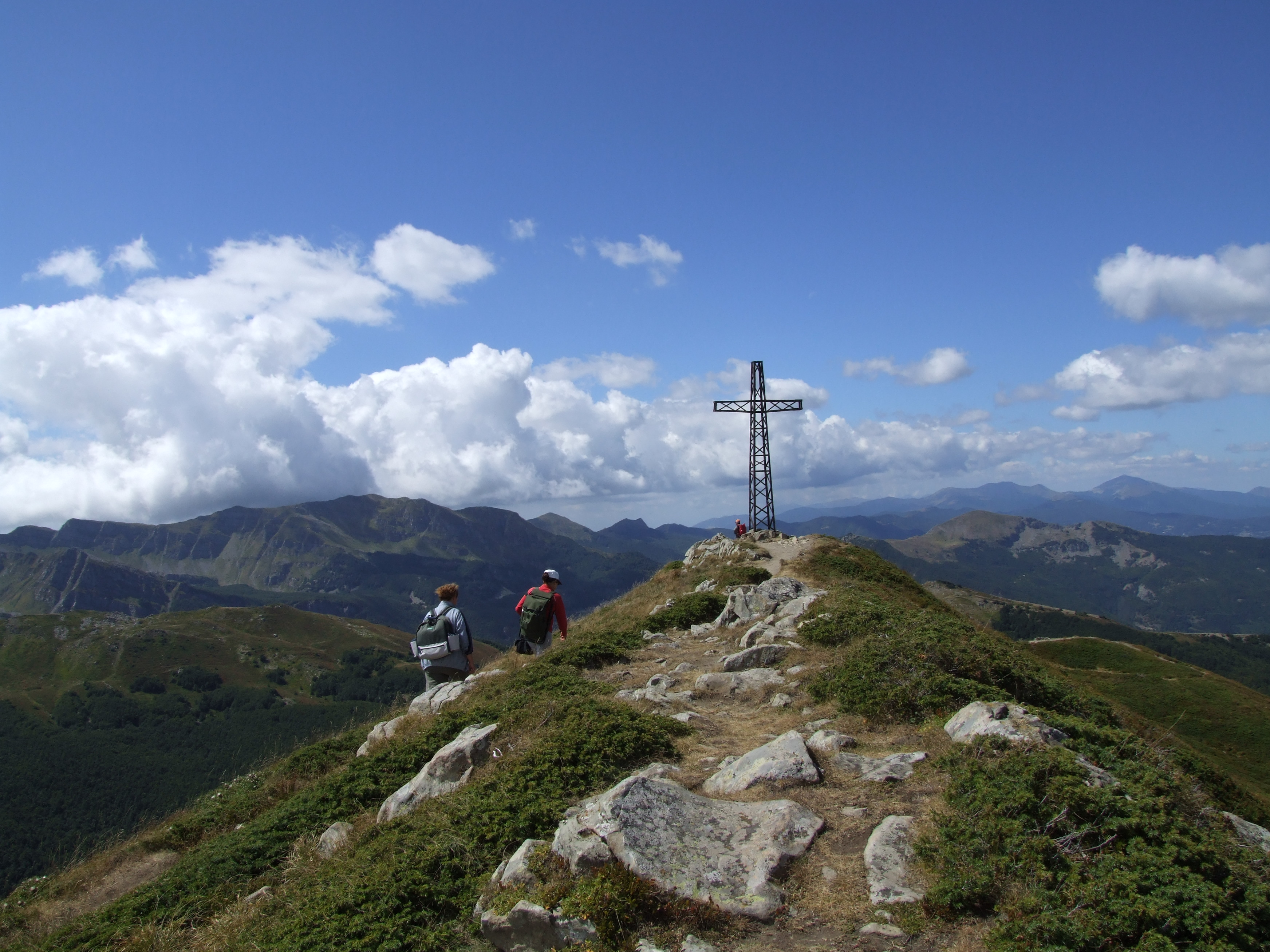
Das Kreuz auf dem Monte Gomito

## Abetone im Winter
Abetone ist der Hauptort des gleichnamigen Skigebiets. Insgesamt hat das ganze Gebiet etwa 30 km Pisten mit 22 Auffahrtsanlagen, die von der Firma Multipass betrieben werden. Das Skigebiet wird in drei Hauptgebiete aufgeteilt; das erste Gebiet, das sich südwärts unterhalb der toskanischen Wasserscheide erstreckt mit den historisch bekanntesten Pisten (Selletta, Fivizzani, Riva); das zweite Gebiet, das sich nordwärts ins emilianische Einzugsgebiet erstreckt (Skipisten Zeno, Stucchi, Pulicchio); das dritte Gebiet umfasst die Pisten im Val di Luce. Die drei Pisten Zeno sind nach dem Skiweltmeister Zeno Colò, der sie persönlich entwarf, benannt.

## Abetone im Sommer
Im Sommer ist Abetone wegen der vielfältigen Sommersportmöglichkeiten bekannt. Es besteht vor allem die Möglichkeit zu Bergwanderungen und Aufstiegen zum Monte Gomito, Monte Cimone und dem Berggipfel Libro Aperto. Abetone besitzt außerdem Anlagen für Fahrradtouren, Fußball und Futsal.

## Verkehr
Durch den Ort führt die Strada Statale 12 dell’Abetone e del Brennero.

## Söhne und Töchter von Abetone
- Vittorio Chierroni (1917–1986), Skirennläufer
- Zeno Colò (1920–1993), Skirennläufer
- Celina Seghi (1920–2022), Skirennläuferin